# Кубок Президента Ємену з футболу
Кубок Президента Ємену з футболу — футбольний клубний турнір в Ємені.

## Формат
Розіграш кубка проводиться за кубковою системою. У кожному раунді переможець пари визначається за підсумками одного матчу, який проводиться на полі команди, що визначається жеребкуванням.

## Фінали
| Рік     | Переможець                                             | Фіналіст                                               | Рахунок                                                |
| ------- | ------------------------------------------------------ | ------------------------------------------------------ | ------------------------------------------------------ |
| 1995-96 | Аль-Ахлі (Ходейда)                                     | Аль-Шааб Хадрамаут                                     | 1-0                                                    |
| 1998    | Аль-Іттіхад (Ібб)                                      | Аль-Шула                                               | 1-0                                                    |
| 2000    | Аль-Шааб Хадрамаут                                     | Аль-Шула                                               | 0-0 дч пен. 5-4                                        |
| 2001    | Аль-Аглі (Сана)                                        | Аль-Тілал                                              | 2-1                                                    |
| 2001-02 | Аль-Шааб (Ібб)                                         | Аль-Тамадум (Шабва)                                    | 4-0                                                    |
| 2002-03 | Аль-Шааб (Ібб)                                         | Аль-Шааб Хадрамаут                                     | 2-1                                                    |
| 2003-04 | Аль-Аглі (Сана)                                        | Аль-Шааб (Ібб)                                         | 2-0                                                    |
| 2005    | Аль-Хілал (Ходейда)                                    | Аль-Рашид (Таїз)                                       | 3-1                                                    |
| 2006    | Аль-Шааб Хадрамаут                                     | Аль-Хілал (Ходейда)                                    | 2-1                                                    |
| 2007    | Аль-Тілал                                              | Аль-Хілал (Ходейда)                                    | 1-0                                                    |
| 2008    | Аль-Хілал (Ходейда)                                    | Аль-Шааб Хадрамаут                                     | 2-0                                                    |
| 2009    | Аль-Аглі (Сана)                                        | Аль-Шааб Хадрамаут                                     | 0-0 дч пен. 5-4                                        |
| 2010    | Аль-Тілал                                              | Шабаб Ель-Бейда                                        | 2-1                                                    |
| 2011    | змагання не проводились через політичну кризу в країні | змагання не проводились через політичну кризу в країні | змагання не проводились через політичну кризу в країні |
| 2012    | Аль-Ахлі (Таїз)                                        | Аль-Таліа (Таїз)                                       | 1-0                                                    |
| 2013    | змагання не проводились через фінансові причини        | змагання не проводились через фінансові причини        | змагання не проводились через фінансові причини        |
| 2014    | Ас-Сакр                                                | Шабаб (Мансура)                                        | 5-1                                                    |
| 2017    | Аль-Вахда (Аден)                                       | Шамсан                                                 | 1-0                                                    |

## Титули за клубами
| Команда             | Перемоги | Фінали | Роки перемог     | Роки фіналів           |
| ------------------- | -------- | ------ | ---------------- | ---------------------- |
| Аль-Аглі (Сана)     | 3        | -      | 2001, 2004, 2009 | -                      |
| Аль-Шааб Хадрамаут  | 2        | 2      | 2000, 2006       | 1996, 2003, 2008, 2009 |
| Аль-Хілал (Ходейда) | 2        | 2      | 2005, 2008       | 2006, 2007             |
| Аль-Тілал           | 2        | 1      | 2007, 2010       | 2001                   |
| Аль-Шааб (Ібб)      | 2        | 1      | 2002, 2003       | 2004                   |
| Аль-Ахлі (Ходейда)  | 1        | -      | 1996             | -                      |
| Аль-Іттіхад (Ібб)   | 1        | -      | 1998             | -                      |
| Аль-Ахлі (Таїз)     | 1        | -      | 2012             | -                      |
| Ас-Сакр             | 1        | -      | 2014             | -                      |
| Аль-Вахда (Аден)    | 1        | -      | 2017             | -                      |
| Аль-Шула            | -        | 2      |                  | 1998, 2000             |
| Аль-Тамадум (Шабва) | -        | 1      | -                | 2002                   |
| Аль-Рашид (Таїз)    | -        | 1      | -                | 2005                   |
| Шабаб Ель-Бейда     | -        | 1      | -                | 2010                   |
| Аль-Таліа (Таїз)    | -        | 1      | -                | 2012                   |
| Шабаб (Мансура)     | -        | 1      | -                | 2014                   |
| Шамсан              | -        | 1      | -                | 2017                   |